# سميونوف
سميونوف (بالروسية: Семёнов) هي إحدى مدن روسيا في الكيان الفدرالي الروسي نيزني نوفغورود أوبلاست.